# Vaadjuv Nyqvist
Dag Vaadjuv Nyqvist (Oslo, 5 de octubre de 1902-Oslo, 9 de mayo de 1961) fue un deportista noruego que compitió en vela en la clase 6 Metre. Participó en los Juegos Olímpicos de Berlín 1936, obteniendo una medalla de plata en la clase 6 Metre.

## Palmarés internacional
| Juegos Olímpicos | Juegos Olímpicos  | Juegos Olímpicos | Juegos Olímpicos |
| Año              | Lugar             | Medalla          | Clase            |
| ---------------- | ----------------- | ---------------- | ---------------- |
| 1936             | Berlín (Alemania) | Medalla de plata | 6 Metre          |